# Остин Пауерс: Шпијун који ме је креснуо
Остин Пауерс: Шпијун који ме креснуо (енгл. Austin Powers: The Spy Who Shagged Me) филмска је комедија из 1999. године коју је режирао Џеј Роуч и која представља наставак филма Остин Пауерс.

## Радња
... Застарели Остин Пауерс живи безбрижно, док Доктор Зло који је живео у дубоком свемиру се изненада вратио! Током његовог одсуства, главни помоћник доктора, „Број 2“, направио је клон Мини Ми - тачну копију (иако осам пута мању!) Др. Зла. Доктор Зло и зли клон смишљају лукав план освете: да уз помоћ одметнутог шкотског мајора, под надимком Дебели кретен, украду „моџо“ од Остина Пауерса, његову главну сексуалну енергију. Године 1968. Остин Пауерс је залеђен и беспомоћан, тако да му лако Дебели кретен краде „моџо“ и предаје га као откупнину у руке др Зла. После испијања „моџоа“, шеф светске подле организације изненада доживљава огроман налет сексуалне енергије, улази у љубавну везу са својом помоћницом Фрау Фарбисином, после које добијају сина Скота Зла.
... И у том тренутку 1999. године, Остин Пауерс је, изгубивши вереницу Ванесу (она је робот камиказа, коју је послао доктор Зло), одлучио да заведе једну од саучесница др Зла. Али нажалост, због губитка „моџоа“ херој-љубавник постаје импотентан! Сада Остин мора да се пресели у „временску машину“ и тако дође у 1968. годину и да поврати извор своје сексуалности. И ту затиче, спремну да му помогне, шармантну ЦИА супер агенткињу Фелисити Шегвел...

## Улоге
| Глумац          | Улога                                 |
| --------------- | ------------------------------------- |
| Мајк Мајерс     | Остин Пауерс / Др Зло / Дебели кретен |
| Хедер Грејам    | Фелисити Шагвел                       |
| Мајкл Јорк      | Базил Експозишон                      |
| Роберт Вагнер   | Број 2                                |
| Роб Лоу         | Млади Број 2                          |
| Сет Грин        | Скот Зло                              |
| Минди Стерлинг  | фрау Фарбисина                        |
| Верн Тројер     | Мајни Ми                              |
| Елизабет Херли  | Ванеса Кенсингтон                     |
| Џија Каридис    | Робин Спиц Сволоуз                    |
| Оливер Мјурхед  | британски пуковник                    |
| Мјуз Вотсон     | припадник клана                       |
| Клинт Хауард    | Џонсон Ритер                          |
| Брајан Хукс     | Пилот                                 |
| Дејвид Кекнер   | Копилот                               |
| Џејн Кер        | Жена (Pecker)                         |
| Кевин Дуранд    | Назука Марксман Џо                    |
| Тим Багли       | Добри отац                            |
| Колтон Џејмс    | Добри син                             |
| Мајкл Хагерти   | Peanut vendor                         |
| Џек Келер       | Circus barker                         |
| Џеф Гарлин      | Киклопи у циркусу                     |
| Ричард Вилсон   | Autograph seeker                      |
| Џенифер Кулиџ   | Жена на фудбалској утакмици           |
| Мајкл Макдоналд | Војник НАТО-а                         |
| Кери Ен Инаба   | Felicity's back-up dancer             |
| Берт Бакарак    | глуми сам себе                        |
| Елвис Костело   | глуми сам себе                        |
| Вуди Харелсон   | глуми сам себе                        |
| Вил Ферел       | Мустафа                               |
| Кристен Џонстон | Ивана Хампалот                        |
| Чарлс Нејпијер  | генерал Хок                           |
| Вили Нелсон     | глуми сам себе                        |
| Тим Робинс      | председник                            |
| Ребека Ромејн   | глуми сама себе                       |
| Џери Спрингер   | глуми сам себе                        |
| Фред Вилард     | заповедник мисије                     |
| Тони Џеј        | приповедач                            |

## Зарада
- Зарада у САД - 206.040.086 $
- Зарада у иностранству - 105.976.772 $
- Зарада у свету - 312.016.858 $